# ブリーダーズゴールドカップ
ブリーダーズゴールドカップは、ホッカイドウ競馬で施行される地方競馬の重賞競走（ダートグレード競走、JpnIII）である。正式名称は「JBC協会賞 農林水産大臣賞典 スポーツニッポン杯 ブリーダーズゴールドカップ」であり、これら各団体より賞の寄贈を受けている。
副賞は、農林水産大臣賞、株式会社スポーツニッポン新聞社賞、一般社団法人JBC協会会長賞、日本中央競馬会理事長賞、日本馬主協会連合会長奨励賞、（一社）日本地方競馬馬主振興協会会長賞、地方競馬全国協会理事長賞、全国公営競馬主催者協議会会長賞、サッポロビール株式会社賞、北海道知事賞（2024年）

## 概要
1989年に、サラブレッド系4歳（現3歳）以上の馬による中央競馬と地方競馬の全国交流競走として創設。1994年までは札幌競馬場のダート2400mで秋季に施行されていたが、1995年より旭川競馬場のダート2300mに変更。施行時期も夏季となり、旭川開催における最大のレースとして定着していた。2008年でホッカイドウ競馬の旭川開催が終了したため、2009年より門別競馬場のダート2000mに変更された。創設時より内国産馬限定で施行されてきたが、2006年から外国産馬も出走可能になった。
第1回の1着賞金は3000万円で、最も高かった第8回（1998年）から第13回（2001年）までは5000万円が設定されるなど、ホッカイドウ競馬における最高賞金レースとしての地位を保ち続けている。1997年よりダート競走格付け委員会によってダートグレード競走に指定、ホッカイドウ競馬の競走では最高のGIIに格付けされた（その後格付表記はJpnIIに変更）。創設当時、地方競馬で施行される中央と地方のダート交流重賞は本競走と帝王賞（大井競馬場）しかなく、中央・地方交流重賞としては長い歴史を持つが、GI（JpnI）に格上げされることはなかった。
2014年より3歳以上の牝馬限定戦に変更され、あわせて格付けもJpnIIIに格下げとなった。また、GRANDAME-JAPAN古馬シーズンの対象競走にも指定された。
2021年に創設されたホッカイドウ競馬のシリーズ「カウントアップチャレンジ」のカウントアップLに指定されている。

### 牝馬限定競走への変更
前述の通り2014年から牝馬限定競走となったことから、競走の位置づけが大きく変わり、JBCレディスクラシックを見据えたレースとなることも見込まれている。
牝馬限定競走への変更に合わせ、新たな施策も導入された。2014年は新設された2歳牝馬の重賞競走「フルールカップ」が同日に施行されたほか、2013年まで行われていた「夏のケイバまつり」に代わり「シュエット・ジュマン・フェスティバル（素敵な牝馬の祭り）」と銘打ち、女性にスポットを当てたイベントも実施する。また同年より、本競走のシンボルフラワーとして「ダリア」が制定された。
ホッカイドウ競馬は馬主に生産者が多く、在籍馬の4割、2歳馬に限れば6割が牝馬であるなど、在籍頭数に占める牝馬の割合が高い（競走馬市場では牡馬が優先して売れていく傾向があり、牝馬が生産地に残りやすいという事情もある）という実情を踏まえ、またファンの裾野拡大とホッカイドウ競馬の特色作りを意図し、牝馬レースの充実を図るとしている。

## 競走条件・賞金
以下の内容は、2024年のもの。
出走資格
サラブレッド系3歳以上牝馬。
- ノースクイーンカップの3着以上の馬に優先出走権がある。

負担重量
別定。3歳52kg、4歳以上55kg
本年8月23日までのGI・JpnI競走優勝馬は3kg増、GII・JpnII競走優勝馬は2kg増、GIII・JpnIII競走優勝馬は1kg増（2歳時の成績は対象外）
賞金
1着3100万円、2着1085万円、3着620万円、4着310万円、5着155万円。

## 過去の副賞
過去にはスタリオンシリーズ競走として施行されたことがあり、副賞として以下の種牡馬の種付権が贈られていた（出典で確認できるもののみ記載）。
- ブライアンズタイム賞（2001年[13]）

## 歴史
ある日、日高の生産者（ブリーダー）の集まりの中で「競馬の発展があっての我々である。アメリカのブリーダーズカップのようなレースを作れば、競馬に貢献できるのではないか」という話が持ち上がった。その後1987年（昭和62年）ごろ、実現の可能性について地方競馬全国協会へ内々に打診し、「法人、構成員、ある程度の永続性などの条件が満たされれば可能」と回答された。
最初は内輪話程度の小さな火種だったが、徐々に具体性を増し現実味を帯びた話となってくる。構成員所有種牡馬の産駒に限って、出走権や副賞金を与えようといった意見もあがった。また、内部調整などに尽力した関係者の努力なども勘案し、全国から優駿を集めるのがよい、として関係者の同意を得るまでにこぎつけた。こうして1989年（平成元年）に、ジャパンブリーダーズカップ協会の後援による「第1回ブリーダーズゴールドカップ」が札幌競馬場で創設された。
このように、当初はアメリカのブリーダーズカップに範をとって生産者主導で計画され、賞金も生産者が拠出するなど、主催者の北海道競馬事務所（当時）よりもジャパンブリーダーズカップ協会のほうが意欲的であった。
第1回の優勝馬フェートノーザン（笠松）に騎乗した安藤勝己は当時笠松競馬場所属で、まだ開催の正式決定もされていなかった時期から札幌競馬場へ入厩していたフェートノーザンの調教をつけるために、笠松競馬場での騎乗をすべてキャンセルし開催日まで札幌に滞在するなど、開催に向けての協力は大きかった。安藤はその後第16回ではJRA所属騎手として自身2度目の優勝、またフェートノーザンも各地の地方競馬を股にかけて活躍するなど、人馬とも中央・地方の垣根を越えて活躍した。
第1回こそフェートノーザンが制したが、その後は日本中央競馬会（JRA）所属馬の出走が見送られた第19回（2007年）を除き、JRA所属馬が勝利している（2024年現在）。第19回にJRA所属馬の出走が見送られたのは、JRA施設内で所属馬の一部に馬インフルエンザの感染が確認され、JRAに所属する全馬の移動が制限されたためであった（後述）。
レース当日は種牡馬の展示が行われ、第1回はミホシンザン・サクラユタカオー・ダイナガリバー・メリーナイスが来場している。
2021年には優勝したマルシュロレーヌが、当レース開催の参考とした本家アメリカのブリーダーズカップディスタフで優勝を果たした。

### 年表
- 1989年 - サラブレッド系4歳（現3歳）以上の馬による中央・地方全国交流競走として創設、札幌競馬場・ダート2400mで施行。
- 1995年 - 施行場と距離を旭川競馬場・ダート2300mに変更。施行時期が10月から8月になる。
- 1996年 - 川崎競馬場で場外発売実施[要出典]。
- 1997年 - ダート競走格付け委員会によってダートグレード競走に指定、GII（統一GII）として格付け。
- 1998年 - 負担重量を定量からグレード別定に変更。
- 2000年 - スタリオンシリーズ競走に指定。
- 2006年 - 外国産馬の出走が可能になる[3]。
- 2007年
  - 日本のパートI国昇格に伴い、格付表記をJpnIIに変更。
  - JRA所属馬の一部に馬インフルエンザの感染が確認されたため、出走予定のJRA所属馬が防疫上の理由から競走除外となる（このとき、JRA所属馬は4頭が出走を予定していた[16]ほか、この日は別のJRA交流競走でも同様の理由から6頭のJRA所属馬が競走除外となった[17]）。
- 2009年 - 施行場と距離を門別競馬場・ダート2000mに変更。
- 2011年 - スタリオンシリーズ競走から外れる。
- 2012年 - ホッカイドウ競馬所属馬が出走取消のため不在となったうえ、レースも6頭立てと歴代最少頭数になった。
- 2014年
  - 格付けをJpnIIIに変更。
  - 出走条件を3歳以上牝馬に変更。
  - GRANDAME-JAPAN古馬シリーズに指定。
- 2020年 - COVID-19の流行により「無観客競馬」として開催。

### 歴代優勝馬
優勝馬の馬齢は2000年まで旧表記、2001年以降は現表記。
すべてダートコースで施行。
条件は第1回から第12回まで「4歳以上」、第13回から第25回まで「3歳以上」、第26回は「3歳以上牝馬」。
Rはコースレコードを示す。
| 回数   | 施行日         | 競馬場 | 距離  | 頭数 | 優勝馬             | 性齢 | 所属   | タイム  | 優勝騎手   | 管理調教師 | 馬主                                 |
| ------ | -------------- | ------ | ----- | ---- | ------------------ | ---- | ------ | ------- | ---------- | ---------- | ------------------------------------ |
| 第1回  | 1989年10月10日 | 札幌   | 2400m | 12頭 | フェートノーザン   | 牡7  | 笠松   | 2:31.9  | 安藤勝己   | 吉田秋好   | 高橋義和                             |
| 第2回  | 1990年9月24日  | 札幌   | 2400m | 10頭 | プレジデントシチー | 牡8  | JRA    | R2:31.0 | 村本善之   | 中尾謙太郎 | （株）友駿ホースクラブ               |
| 第3回  | 1991年10月10日 | 札幌   | 2400m | 12頭 | カミノクレッセ     | 牡5  | JRA    | 2:32.0  | 南井克巳   | 工藤嘉見   | 野上政次                             |
| 第4回  | 1992年8月27日  | 札幌   | 2400m | 10頭 | マンジュデンカブト | 牡7  | JRA    | 2:32.1  | 山田和広   | 坪正直     | カネキ競走馬（株）                   |
| 第5回  | 1993年10月11日 | 札幌   | 2400m | 11頭 | ヒデノリード       | 牡5  | JRA    | 2:32.8  | 斉藤博美   | 斉藤義美   | 大石秀夫                             |
| 第6回  | 1994年10月10日 | 札幌   | 2400m | 12頭 | カリブソング       | 牡9  | JRA    | 2:33.4  | 安田富男   | 加藤修甫   | （株）荻伏牧場レーシング・クラブ     |
| 第7回  | 1995年8月16日  | 旭川   | 2300m | 9頭  | ライブリマウント   | 牡5  | JRA    | R2:28.0 | 石橋守     | 柴田不二男 | 加藤哲郎                             |
| 第8回  | 1996年8月15日  | 旭川   | 2300m | 10頭 | メイショウアムール | 牡6  | JRA    | 2:30.2  | 河内洋     | 高橋直     | 松本好雄                             |
| 第9回  | 1997年8月20日  | 旭川   | 2300m | 12頭 | デュークグランプリ | 牡7  | JRA    | 2:28.8  | 田中勝春   | 小西一男   | 石原春夫                             |
| 第10回 | 1998年8月20日  | 旭川   | 2300m | 12頭 | メイショウアムール | 牡8  | JRA    | 2:31.0  | 河内洋     | 高橋直     | 松本好雄                             |
| 第11回 | 1999年8月16日  | 旭川   | 2300m | 14頭 | スノーエンデバー   | 牡6  | JRA    | 2:29.2  | 武豊       | 森秀行     | 藤本龍也                             |
| 第12回 | 2000年8月15日  | 旭川   | 2300m | 13頭 | ウイングアロー     | 牡6  | JRA    | 2:32.5  | 岡部幸雄   | 南井克巳   | 池田實                               |
| 第13回 | 2001年8月16日  | 旭川   | 2300m | 10頭 | ウイングアロー     | 牡6  | JRA    | 2:29.5  | 岡部幸雄   | 南井克巳   | 池田實                               |
| 第14回 | 2002年8月15日  | 旭川   | 2300m | 14頭 | アルアラン         | 牡6  | JRA    | 2:30.2  | 本田優     | 昆貢       | （有）エーティー                     |
| 第15回 | 2003年8月14日  | 旭川   | 2300m | 11頭 | イングランディーレ | 牡4  | JRA    | 2:30.7  | 五十嵐冬樹 | 清水美波   | 吉田千津                             |
| 第16回 | 2004年8月12日  | 旭川   | 2300m | 9頭  | タイムパラドックス | 牡6  | JRA    | 2:31.4  | 安藤勝己   | 松田博資   | （有）社台レースホース               |
| 第17回 | 2005年8月17日  | 旭川   | 2300m | 14頭 | サカラート         | 牡5  | JRA    | 2:32.2  | 秋山真一郎 | 石坂正     | （有）サンデーレーシング             |
| 第18回 | 2006年8月17日  | 旭川   | 2300m | 12頭 | ハードクリスタル   | 牡6  | JRA    | 2:31.0  | 横山典弘   | 作田誠二   | 芹澤精一                             |
| 第19回 | 2007年8月16日  | 旭川   | 2300m | 8頭  | ギルガメッシュ     | 牡4  | 北海道 | 2:36.2  | 齋藤正弘   | 角川秀樹   | 原口輝昭                             |
| 第20回 | 2008年8月14日  | 旭川   | 2300m | 13頭 | メイショウトウコン | 牡6  | JRA    | 2:31.3  | 藤田伸二   | 安田伊佐夫 | 松本好雄                             |
| 第21回 | 2009年8月13日  | 門別   | 2000m | 15頭 | スマートファルコン | 牡4  | JRA    | R2:02.2 | 岩田康誠   | 小崎憲     | 大川徹                               |
| 第22回 | 2010年8月12日  | 門別   | 2000m | 13頭 | シルクメビウス     | 牡4  | JRA    | 2:03.0  | 田中博康   | 領家政蔵   | （有）シルク                         |
| 第23回 | 2011年8月11日  | 門別   | 2000m | 12頭 | シビルウォー       | 牡6  | JRA    | 2:05.0  | 吉田豊     | 戸田博文   | （有）社台レースホース               |
| 第24回 | 2012年8月16日  | 門別   | 2000m | 6頭  | シビルウォー       | 牡7  | JRA    | 2:02.7  | 内田博幸   | 戸田博文   | （有）社台レースホース               |
| 第25回 | 2013年8月15日  | 門別   | 2000m | 8頭  | ハタノヴァンクール | 牡4  | JRA    | 2:04.9  | 四位洋文   | 昆貢       | （有）グッドラック・ファーム         |
| 第26回 | 2014年8月14日  | 門別   | 2000m | 14頭 | サンビスタ         | 牝5  | JRA    | 2:07.4  | 岩田康誠   | 角居勝彦   | （株）ヒダカ・ブリーダーズ・ユニオン |
| 第27回 | 2015年8月13日  | 門別   | 2000m | 14頭 | アムールブリエ     | 牝4  | JRA    | 2:08.1  | 浜中俊     | 松永幹夫   | 前田幸治                             |
| 第28回 | 2016年8月11日  | 門別   | 2000m | 10頭 | アムールブリエ     | 牝5  | JRA    | 2:08.7  | 浜中俊     | 松永幹夫   | 前田幸治                             |
| 第29回 | 2017年8月17日  | 門別   | 2000m | 11頭 | マイティティー     | 牝5  | JRA    | 2:08.4  | 池添謙一   | 本田優     | 五影慶則                             |
| 第30回 | 2018年8月16日  | 門別   | 2000m | 15頭 | ラビットラン       | 牝4  | JRA    | 2:05.6  | M.デムーロ | 中竹和也   | 吉田和子                             |
| 第31回 | 2019年8月15日  | 門別   | 2000m | 11頭 | アンデスクイーン   | 牝5  | JRA    | 2:06.2  | 戸崎圭太   | 西園正都   | （株）グリーンファーム               |
| 第32回 | 2020年8月13日  | 門別   | 2000m | 15頭 | プリンシアコメータ | 牝7  | JRA    | 2:07.7  | 岩田康誠   | 矢野英一   | 芳川貴行                             |
| 第33回 | 2021年8月12日  | 門別   | 2000m | 8頭  | マルシュロレーヌ   | 牝5  | JRA    | 2:06.6  | 川田将雅   | 矢作芳人   | （有）キャロットファーム             |
| 第34回 | 2022年8月11日  | 門別   | 2000m | 12頭 | グランブリッジ     | 牝3  | JRA    | 2:05.3  | 福永祐一   | 新谷功一   | サイプレスホールディングス（同）     |
| 第35回 | 2023年8月17日  | 門別   | 2000m | 8頭  | テリオスベル       | 牝6  | JRA    | 2:08.5  | 江田照男   | 田島俊明   | 鈴木美江子                           |
| 第36回 | 2024年8月27日  | 門別   | 2000m | 12頭 | オーサムリザルト   | 牝4  | JRA    | 2:04.0  | 武豊       | 池江泰寿   | （株）インゼルレーシング             |

### 各回競走結果の出典
- ブリーダーズゴールドカップ 歴代優勝馬（地方競馬全国協会）